# Мирослав Кралєвич
Мирослав Кралєвич (хорв. Miroslav Kraljević; 14 грудня 1885, Госпич — 16 квітня 1913, Загреб) — хорватський живописець і графік. Один з творців хорватської школи живопису XX століття.

## Біографія
Навчався в Академії мистецтв у Мюнхені (1907—1911) та академії Гранд Шом'єр у Парижі (1911). Зазнав впливу Гюстава Курбе, В. Лейбля, Едуара Мане. Творам Кралєвича (портрети, пейзажі, натюрморти, анімалістичні сцени), виконаним у вільній енергійній манері, притаманні гостре відчуття характерності моделі, щільність живописної фактури, стриманість палітри, риси прихованого внутрішнього напруження.